# Berrocalejo
Berrocalejo (extremadurai nyelven El Berrocaleju) település Spanyolországban, Cáceres tartományban. Berrocalejo El Gordo, Valdelacasa de Tajo és Peraleda de San Román községekkel határos. Lakosainak száma 124 fő (2024).

## Népesség
A település népessége az elmúlt években az alábbi módon változott:
| Lakosok száma | 126  | 119  | 107  | 105  | 141  | 123  | 113  | 100  | 102  | 124  |
|               | 2001 | 2004 | 2006 | 2009 | 2011 | 2014 | 2016 | 2019 | 2021 | 2024 |